# 可食小檗
可食小檗（学名：Berberis vinifera）是小檗科小檗属的植物，为中国的特有植物。分布在中国大陆的西藏等地，生长于海拔2,200米至2,500米的地区，多生长在山坡灌丛中或杂木林下，目前尚未由人工引种栽培。